# Флинн, Шон
Шон Масаки Флинн (англ. Sean Masaki Flynn; род. 20 апреля 1973, Clark Air Base) — американский экономист, соавтор учебника «Экономикс».

## Биография
Шон родился 20 апреля 1973 года на военно-воздушной базе Кларк, Филиппины в семье ветерана Второй мировой войны. Мать была японской иммигранткой и студенткой. В 1977 году семья переехала в Калифорнию, где его мать, получив стипендию ВМС США, поступила в медицинскую школу и стала лейтенант-командором в медицинском корпусе ВМС США.
Степень бакалавра и магистра по экономике получил в Университете Южной Калифорнии. Затем был удостоен докторской степени (Ph.D.) в Калифорнийском университете в Беркли, где научным руководителем был Джордж Акерлоф.
Свою преподавательскую деятельность начал главным преподавателем аспирантуры на кафедре экономики в Университете Южной Калифорнии, затем преподавал в Вассар-колледже. В настоящий момент является ассоциированным профессором в колледже Скриппса (из колледжей Клермонта) с 2009 года.
Являлся мастером боевых искусств, представлял США на международных турнирах по айкидо, являлся автором книги «Понимание Шодокан айкидо». Также любит бег, путешествия и этническую еду.
Являлся кандидатом Палаты представителей США от Калифорнии, округ 31 в 2016 и 2018 годах.

## Вклад в науку
Являлся автором книги «Экономика для чайников» (2-е издание), соавтором книги «Основы экономики» (3-е издание), а также был соавтором «Экономикс» (22-е издание) вместе с Стэнли Брю и Кэмпбеллом Макконнеллом.

## Награды
За свои достижения был неоднократно награждён:
- награда «выдающийся преподаватель аспирантуры» от Университета Южной Калифорнии.

### Издания на русском языке
- Макконнелл К.Р., Брю С.Л., Флинн Ш.М. Экономикс: принципы, проблемы и политика: Учебник: Пер. с англ. 21-е изд.. — М.: Инфра-М, 2019. — 1152 с. — ISBN 978-5-16-012985-3.